# Zoltán Magyar
Zoltán Magyar (* 13. prosince 1953 Budapešť) je bývalý maďarský gymnasta. Jeho nejsilnější disciplínou byl kůň našíř. Byl členem klubu Ferencváros TC, trénoval ho Lászlo Vigh.
Získal zlatou medaili na koni našíř na olympijských hrách 1976 i na olympijských hrách 1980, na OH 1980 skončil také třetí v soutěži družstev. Stal se mistrem světa v disciplíně kůň našíř v letech 1974, 1978 a 1979, mistrem Evropy v letech 1973, 1975 a 1977 a vítězem světového poháru 1975 a 1978. Třikrát byl zvolen maďarským sportovcem roku (1974, 1978 a 1980). V roce 2012 byl uveden do Síně slávy světové gymnastiky.
Po ukončení závodní kariéry se stal veterinářem.